# Reinier Honig
Reinier Honig (Heemskerk, 28 de outubro de 1983) é um desportista neerlandês que compete em ciclismo nas modalidades de pista e estrada. Ganhou uma medalha de prata no Campeonato Europeu de Ciclismo em Pista de 2017, na prova de médio fundo.

## Medalheiro internacional
| Campeonato Europeu | Campeonato Europeu | Campeonato Europeu | Campeonato Europeu |
| Ano                | Lugar              | Medalha            | Competição         |
| ------------------ | ------------------ | ------------------ | ------------------ |
| 2017               | Berlim ( Alemanha) | Medalha de prata   | Médio fundo        |

## Palmarés
2003
- 1 etapa do Tour de Gironde

2007
- Dorpenomloop Rucphen

2008
- Circuito de Getxo

2011
- 3º no Campeonato dos Países Baixos em Estrada

2018
- 1 etapa da Volta a Lérida

2019
- 1 etapa da Volta à Costa Rica[2]